# Saint-Projet (Tarn-et-Garonne)
Saint-Projet is een gemeente in het Franse departement Tarn-et-Garonne (regio Occitanie) en telt 257 inwoners (1999). De plaats maakt deel uit van het arrondissement Montauban.

## Geografie
De oppervlakte van Saint-Projet bedraagt 24,9 km², de bevolkingsdichtheid is 10,3 inwoners per km².
De onderstaande kaart toont de ligging van Saint-Projet (Tarn-et-Garonne) met de belangrijkste infrastructuur en aangrenzende gemeenten.

## Demografie
Onderstaande figuur toont het verloop van het inwonertal (bron: INSEE-tellingen).